# Aittalompola
Aittalompola är en sjö i kommunen Enare i landskapet Lappland i Finland. Arean är 41 hektar och strandlinjen är 3,38 kilometer lång. Sjön  ingår i Pasvik älvs huvudavrinningsområde.   Den ligger omkring 260 kilometer norr om Rovaniemi och omkring 960 kilometer norr om Helsingfors. 
Aittalompola ligger norr om Hietajärvi. 